# Taiwanasteridae
De Taiwanasteridae zijn een familie van zee-egels (Echinoidea) uit de orde Clypeasteroida.

## Geslachten
- Sinaechinocyamus Liao, 1979